# Matthias Sammer
Matthias Sammer, né le 5 septembre 1967 à Dresde dans la Saxe, est un footballeur allemand reconverti entraîneur. 
Grand talent de RDA, il est le premier joueur d'Allemagne de l'Est à intégrer l'équipe d'Allemagne « unie ». Il fait partie du panthéon des grands footballeurs allemands aux côtés de Gerd Müller, Rummenigge, Matthäus ou encore Beckenbauer, joueur avec lequel il présente un grand nombre de similitude en tant que libéro.
Pièce maîtresse des équipes dans lesquelles il évolue, tant dans son club du Borussia Dortmund qu'en sélection nationale, il est élu à deux reprises « meilleur joueur allemand de l'année » après avoir été sacré champion de Bundesliga en 1995 et 1996. Dans la foulée, il reçoit le Ballon d'or 1996, après avoir remporté avec la sélection allemande l'Euro en Angleterre, dont il a été élu meilleur joueur. En 1997, il mène son club à la victoire en Ligue des champions face à la Juventus. Une grave blessure au genou l'oblige à mettre fin à sa carrière en 1998, à seulement 30 ans.
Il travaille actuellement comme consultant externe pour le Borussia Dortmund.

## Biographie

### Enfance et formation
Matthias Sammer naît le 5 septembre 1967 à Dresde, à l’époque encore République démocratique allemande, l’Allemagne de l’Est. Fils de Klaus Sammer, ancien joueur professionnel et ex-international de RDA, il joue essentiellement dans la rue jusqu'à l'âge de treize ans. 
Il prend sa première licence TSG Gröditz, puis rejoint ensuite le SC Einheit Dresde. 

### Dynamo Dresde et fin de l'équipe de RDA (1985-1990)
À 18 ans, il rejoint le Dynamo Dresden, l’un des clubs phares du pays. Les débuts sont difficiles pour Matthias à 18 ans, qui doit subir l’hostilité des supporters de son propre club entraîné par père. 
À 19 ans, Matthias Sammer se retrouve enrégimenté dans la Stasi, police politique de la RDA,. Confronté avec son dossier par des médias en 2017, Matthias explique : « Il y avait des contraintes auxquelles on ne pouvait pas se soustraire. Évidemment c'était triste et ça faisait partie d'un mauvais système, mais nous n'avions pas le choix. Je n'ai jamais vu une arme et je n'ai jamais participé à un exercice »,. Cela lui permet de poursuivre sa carrière de sportif de haut niveau : « Les joueurs du Dynamo Dresde était affiliés à un régiment de garde » ce qui leur permet « d'échapper à un service militaire actif ». 
Le 8 juin 1985 il remporte son premier trophée, la Coupe de RDA, face au Dynamo Berlin (3-2), il porte le maillot du Dynamo Dresde, avec lequel il a fait quelques apparitions en championnat en fin de saison au poste de meneur de jeu. Le 7 août de la même année il inscrit son premier but, lors de la 4e journée à Leipzig (0-1). Le 16 septembre 1985, il découvre la coupe d'Europe lors d'une rencontre opposant Dresde à Bruges, pour le compte de la Coupe des Coupes.
En parallèle, il devient champion d'Europe juniors, en octobre 1986, avec la sélection est-allemande face à l'Italie (3-1) à Subotica (Yougoslavie), où il inscrit le second but allemand. Il connaît sa première sélection avec l'équipe A de la RDA le 19 novembre 1986, à Leipzig face à la France de Michel Platini, lors des éliminatoires de l'Euro 88. Il joue le dernier quart d'heure.

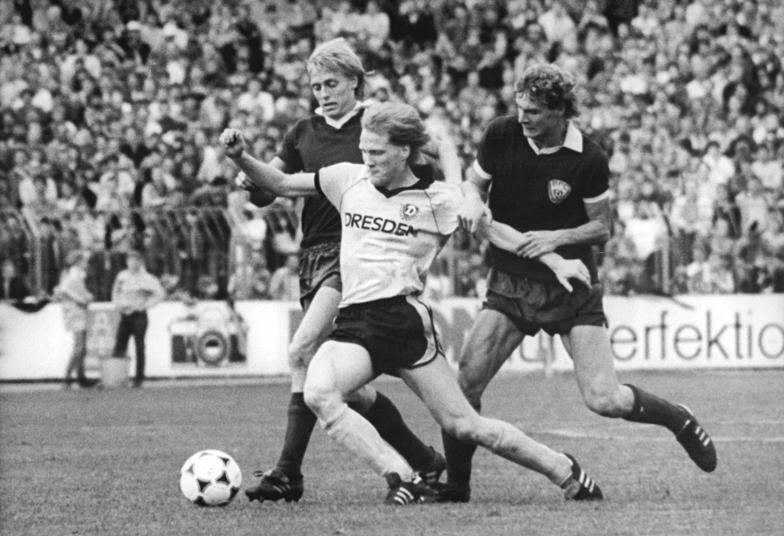
Sammer avec Dresde en 1988.

Toujours avec la RDA, le 23 octobre 1987, à Antofogasta (Chili) il perd la demi-finale du championnat du monde juniors face à la Yougoslavie (2-1). Le 25, il remporte le match pour la troisième place, aux tirs au but face au Chili. L'année suivante, il inscrit son premier but avec l'équipe nationale A, face à la Grèce (1-0), lors d'un match amical, le 31 août 1988. Malgré les titres, Sammer se lasse, et le 24 avril 1989, la veille de la demi-finale retour de la Coupe de l'UEFA Dynamo Dresde-VFB Stuttgart, il rencontre en secret avec deux de ses partenaires est-allemands, Arie Haan, l'entraîneur du VFB Stuttgart. Le lendemain, Dresde est éliminé. Quelques jours plus tard, il est interpelé par la Stasi et doit payer 5000F d'amende. Malgré tout, Matthias sait désormais qu'il partira un jour ou l'autre à Stuttgart. Le 10 mai 1989, Dresde remporte le titre de champion de RDA à trois journées de la fin à Rostock grâce à un match nul (2-2), au cours duquel Matthias Sammer inscrit le second but. 
Quelques jours après la chute du Mur de Berlin (9 novembre 1989), la RDA est vaincue 0-3 à Vienne par l'Autriche, qui prive l'Allemagne de l'Est du Mondial 90.

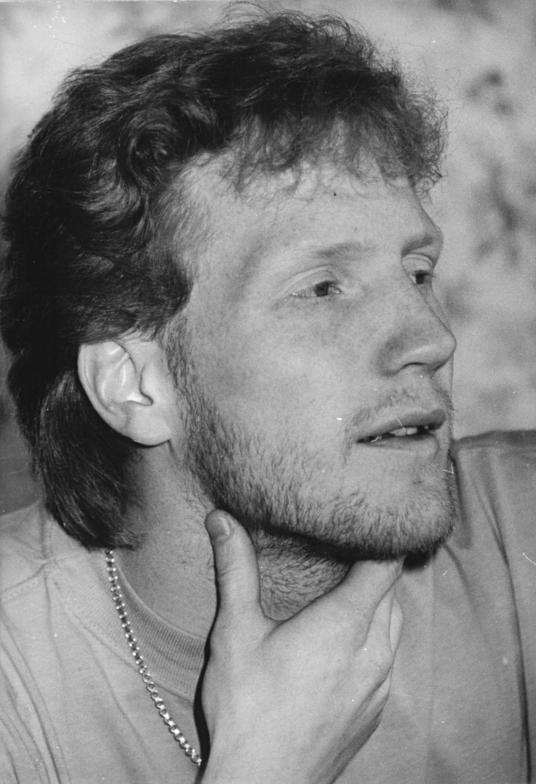
Matthias Sammer en 1990.

Pour la Coupe du monde 1990, la Fédération ouest-allemande de football désire retenir Sammer en vue du mondial italien, puisque la frontière entre les deux pays n’est plus qu’artificielle. Cela s'avère impossible en raison des matchs de qualifications disputés pour la RDA en 1989 par Sammer. C’est donc la seule RFA qui se présente à la compétition, qu’elle remporte.
Le 12 septembre 1990, jour de la signature du traité de Moscou, Matthias Sammer est le dernier capitaine et buteur de l'histoire de la sélection est-allemande, à Bruxelles contre la Belgique (2-0, doublé de Sammer). Matthias porte 23 fois le maillot de la RDA pour six buts.

### Joueur de l'Allemagne réunifiée et Stuttgart puis l'Inter (1990-1992)
Une dernière saison 1990-91 est disputée dans l’ex-RDA, le temps de préparer une Bundesliga unifiée mais, comme beaucoup des meilleurs footballeurs « Ossis », Sammer part immédiatement pour le championnat de RFA, en rejoignant le VfB Stuttgart. En équipe nationale, Sammer est le premier « Ossi » (Allemand de l'Est) à être sélectionné dans l'équipe d'Allemagne unifiée, en décembre 1990, face à la Suisse (victoire 4-0). Toujours placé milieu de terrain, comme meneur de jeu, Sammer termine 6e lors de sa première saison avec le club souabe.
Il remporte le titre l’année suivante, en 1991-92. Sur ses deux saisons à Stuttgart, il inscrit vingt buts et dispute 62 matches entre 1990 et 1992.
Vice-champion à l’Euro 92, il quitte dès lors le club de Christoph Daum pour le Calcio, comme la plupart des internationaux allemands de son époque. Son passage à l’Inter n’est que de courte durée : après six mois où il ne dispute que onze matchs (pour quatre buts), il décide de retourner en Allemagne.

### Libéro titré avec Dortmund et laMannschaft(1992-1998)
Sammer signe au Borussia Dortmund entraîné par Ottmar Hitzfeld, pour 28 millions de francs. Il dispute les 17 dernières rencontres du championnat de la saison 1992/93 et inscrit dix buts. Lors de la saison suivante, Hitzfeld change son schéma tactique en 5-3-2 et fait de Sammer le libéro du BVB, poste cher au football allemand.
Lors du Mondial 94, le sélectionneur allemand Berti Vogts lui préfère Lothar Matthäus au poste de libéro. Sammer dispute quatre matches pendant avec l'équipe d'Allemagne éliminée lors des quarts de finale.
Après deux 4e place en championnat, Sammer supplée Andreas Möller dans l’organisation du jeu à merveille et est le grand artisan du titre national obtenu en 1995. Élu meilleur joueur allemand de l’année, il récidive en remportant un nouveau titre pour Dortmund l’année suivante ainsi qu’une Supercoupe. 
Présent à l’Euro 1996 en Angleterre toujours comme libéro, Sammer inscrit des buts décisifs. Il ouvre le score en phase de groupe face à la Russie. Il est ensuite élu homme du match en quart de finale face à la Croatie, contre qui il inscrit le but de la victoire à dix contre onze (2-1). La vision tactique de Dieter Eilts et sa tendance à jouer bas permettent à Matthias Sammer, libero allemand, de monter à l'offensive. Lorsque l'Allemagne est en difficulté, Sammer monte au milieu de terrain pour orienter le jeu, voire même en attaque pour faire la différence. Il dirige le jeu de son équipe jusqu’à la victoire finale face à la République tchèque. Membre de l'équipe du tournoi, il est élu meilleur joueur de l'Euro, premier défenseur à recevoir cette distinction. Pour autant, Sammer est rarement le joueur qui marque les esprits, en particulier à cause de sa position reculée sur le terrain, s’effaçant derrière des individualités comme Jürgen Klinsmann.
À tout juste 29 ans, Sammer est à l’apogée de son talent et devient, pour les supporters du Borussia Dortmund, le plus grand joueur de l’histoire du club[réf. nécessaire]. La saison 1996/97 débute sur une nouvelle victoire en Supercoupe d’Allemagne face à Kaiserslautern. En fin d'année, il reçoit le Ballon d'or en partie décrié devant Ronaldo, plus décerné à un défenseur depuis son compatriote Franz Beckenbauer en 1976. Sa saison est entachée de blessures récurrentes du Baron Rouge au genou et au mollet ce qui ne lui permet que de disputer 16 rencontres de championnat sur la saison. Toutefois, il est apte à disputer la finale de Ligue des champions et la remporte 3-1 face à la Juventus, bête noire dans les années 1990.
Il dispute son dernier match international en 1997 contre l'équipe de Ukraine.
Blessé en début de saison 1997/98, Matthias fait un énième comeback fin septembre et rechute le 4 octobre, face à Biefeld. Onze jours plus tard, il est opéré pour la cinquième fois de son genou. Durant des semaines, l’Allemagne prie pour qu’il soit remis pour la Coupe du monde 1998 en France. Le 2 février 1998, il ne figure pas sur la présélection de Berti Vogts pour le Mondial 98. Quelques jours plus tard, il annonce sa retraite (prématurée) à 30 ans. La Mannschaft souffrira défensivement durant ce tournoi et ne terminera qu’en ¼ de finale éliminée 0-3 par la Croatie…

### Reconversion

#### Entraîneur (2000-2005)
Deux ans après sa retraite, à seulement 33 ans, Matthias Sammer devient entraîneur du Borussia Dortmund. Sammer devient alors le plus jeune entraîneur de l’histoire de la Bundesliga. Il est alors plus jeune que plusieurs de ses joueurs, tels Stefan Reuter et Jürgen Kohler. Sammer mène son équipe à la 3e place pour sa première saison en 2000-01. L’année suivante, le héros des « Schwarz-Gelb » remporte le championnat d’Allemagne 2001-02 et atteint la finale en Coupe UEFA, seul titre européen manquant au club, perdue face au Feyenoord (2-3). Les dirigeants dépensent alors sans compter sur le marché des transferts, après avoir décidé de se coter en Bourse deux ans auparavant. Mais les recrues déçoivent et les résultats médiocres ne permettent pas de rentabiliser les investissements. En 2002-03, l'équipe perd la deuxième place du championnat, synonyme de qualification directe à la C1, à la dernière journée face au modeste Cottbus (1-1). En 2003-04, le Borussia s’effondre financièrement. Sa valeur boursière chute de 80 %, le club est surendetté et menacé de faillite. Une première pour un club membre du G14 depuis sa création et titré d’une coupe d’Europe, six ans auparavant. La pression est lourde sur les épaules des joueurs et de l’entraîneur. La catastrophe a lieu lors du double affrontement face au FC Bruges au 3e tour préliminaire de C1. Sorti aux tirs au but (3-3 cumulé, 2-4 tab), le manque a gagné des droits TV est trop important. L’entraîneur Matthias Sammer décide de réduire son salaire et ses joueurs le suivent et renoncent à 20 % de leurs émoluments. Sammer déclare « Il est logique que je sois le premier à en supporter les conséquences, même si mon salaire n'est pas très important ». La suite de la saison est néanmoins calamiteuse : éliminations en dès l'entrée en lice en Coupe d’Allemagne (Mönchengladbach) et Coupe UEFA (Sochaux), le BVB perd ensuite sa 5e place qualificative pour la Coupe UEFA en fin de saison au profit de Bochum, et ne se qualifie donc que pour l’Intertoto. Face à ce revers, Matthias Sammer et Dortmund se séparent. 
Fin mai 2004, le lendemain de son départ du Borussia, le VfB Stuttgart confirme l'arrivée de Matthias Sammer en tant que nouvel entraîneur du club. Il remplace alors Felix Magath et s'engage jusqu'en 2007. Durant toute la saison 2004-05, le club souabe fait partie du trio de tête de Bundesliga. L'équipe est éliminée en seizièmes de finale de la Coupe UEFA par le Parma FC (score cumulé 2-0). Mais, une défaite 1-3 en fin de saison face au Bayern Munich fait tomber l'équipe à la 5e place, qualificative seulement pour la C3. Le club et Sammer se quittent dès la première saison d'un commun accord. 

#### Directeur sportif et consultant (depuis 2006)
Matthias Sammer réapparaît en août 2006, où il intègre la Fédération allemande de football (DFB) en tant que directeur sportif à 39 ans. Il occupe encore cette fonction aux côtés de son ex-partenaire en équipe nationale, Oliver Bierhoff. Bien qu’à la fédération allemande, il garde toujours un œil sur le Borussia Dortmund et n’hésita pas à critiquer le coaching de Thomas Doll quand les jaunes-et-noirs se trouvaient en risque de relégation.
Après six années, en 2012, il quitte la Fédération allemande pour le même poste au Bayern Munich, remplaçant Christian Nerlinger. Après une hospitalisation pour des troubles de la circulation cérébrale fin avril 2016 et absent du club depuis, Matthias Sammer quitte son poste en fin de saison 2016-2017, demandant à être relevé de ses fonctions,. Il déclare : « Être directeur sportif, cela signifie être disponible sept jours sur sept, 24 heures sur 24. C’est une tâche que je ne peux plus satisfaire à l’heure actuelle ». Durant ses quatre années au club bavarois, qui coïncide au passage de Pep Guardiola sur le banc bavarois (2013 à 2016), l'équipe remporte quatre titres de champion d'Allemagne, trois coupes nationales et la Ligue des champions 2013. Il installe aussi Erik ten Hag à la tête de l'équipe réserve bavatoise entre 2013 et 2015. 
En mars 2018, après une pause de quatre ans, Sammer accepte de revenir une troisième fois au Borussia Dortmund, comme conseiller du club, restant vivre près de Munich. Il n'intervient pas sur le quotidien du club et les séances d'entraînement, s'installe régulièrement dans les tribunes du Signal Iduna Park mais se déplace rarement avec l'équipe. Sammer apporte ses conseils et la vision qu'il se fait du BVB à court et moyen terme, notamment dans le recrutement et la venue d'Emre Can au mercato hivernal 2019-20. Il refuse auparavant de reprendre l'équipe jusqu'à la fin de la saison lorsque Lucien Favre est contesté à l'automne 2019, ne souhaitant pas occuper de poste aussi exposé. Il devient également consultant pour Amazon Prime.
En décembre 2022, Matthias Sammer fait partie des cinq ex-internationaux appelés par la Fédération allemande, chargé d'accompagner le redressement de la sélection, éliminée en phase de groupes de la Coupe du monde au Qatar.

## Style de jeu
Formé en Allemagne de l'Est, Matthias Sammer est complet sur le plan physique et possède une technique à la fois fine et solide, ainsi qu'une intelligence du jeu supérieure.
De retour d'Italie en 1992, Matthias Sammer est repositionné en tant que libéro au Borussia Dortmund. Après une saison test, Sammer s’épanouit à ce poste, devenant un électron libre entre l’attaque et la défense. Ses infiltrations de la seconde ligne et ses nombreuses passes décisives ainsi que ses talents d'organisateur en font la nouvelle star du football allemand.
Il est comparé à son illustre prédécesseur, Franz Beckenbauer, dans leur capacité commune à impacter les matchs depuis leur position basse. Comme le Kaiser, arrivé au sommet au poste de milieu de terrain, Sammer commet peu de fautes dans son rôle de défenseur.

## Statistiques

### Par saison
| Saison                | Club                     | Championnat           | Championnat | Championnat | Coupe(s) nationale(s) | Coupe(s) nationale(s) | Compétition(s) continentale(s) | Compétition(s) continentale(s) | Compétition(s) continentale(s) | Sélection | Sélection | Sélection | Total | Total |
| Saison                | Club                     | Division              | M.          | B.          | M.                    | B.                    | Comp.                          | M.                             | B.                             | Équipe    | M.        | B.        | M.    | B.    |
| 1985-1986             | SG Dynamo Dresden        | Oberliga              | 18          | 8           | 4                     | 6                     | -                              | 6                              | 2                              | -         | -         | -         | 28    | 16    |
| 1986-1987             | SG Dynamo Dresden        | Oberliga              | 20          | 7           | 3                     | 2                     | -                              | -                              | -                              | RDA       | 1         | -         | 24    | 9     |
| 1987-1988             | SG Dynamo Dresden        | Oberliga              | 19          | 8           | 3                     | 1                     | -                              | 2                              | -                              | RDA       | 3         | -         | 27    | 9     |
| 1988-1989             | SG Dynamo Dresden        | Oberliga              | 25          | 6           | 3                     | 1                     | -                              | 10                             | -                              | RDA       | 9         | 1         | 47    | 8     |
| 1989-1990             | 1. FC Dynamo Dresden     | Oberliga              | 20          | 10          | 5                     | 4                     | -                              | 2                              | -                              | RDA       | 9         | 3         | 36    | 17    |
| Sous-total            | Sous-total               | Sous-total            | 102         | 39          | 18                    | 14                    | -                              | 20                             | 2                              | -         | 22        | 4         | 162   | 59    |
| 1990-1991             | VfB Stuttgart            | Bundesliga            | 30          | 11          | 3                     | 1                     | -                              | -                              | -                              | RDA + RFA | 1+4       | 2+0       | 38    | 14    |
| 1991-1992             | VfB Stuttgart            | Bundesliga            | 33          | 9           | 3                     | 1                     | -                              | 3                              | 1                              | Allemagne | 7         | -         | 46    | 11    |
| Sous-total            | Sous-total               | Sous-total            | 63          | 20          | 6                     | 2                     | -                              | 3                              | 1                              | -         | 12        | 2         | 84    | 25    |
| 1992-- 000            | FC Internazionale Milano | Serie A               | 11          | 4           | 1                     | -                     | -                              | -                              | -                              | Allemagne | 2         | 1         | 14    | 5     |
| - 000 -1993           | BV Borussia 09 Dortmund  | Bundesliga            | 17          | 10          | -                     | -                     | -                              | -                              | -                              | Allemagne | 3         | -         | 20    | 10    |
| 1993-1994             | BV Borussia 09 Dortmund  | Bundesliga            | 29          | 4           | 2                     | -                     | -                              | 8                              | -                              | Allemagne | 12        | 2         | 51    | 6     |
| 1994-1995             | BV Borussia 09 Dortmund  | Bundesliga            | 28          | 4           | 1                     | 1                     | -                              | 7                              | -                              | Allemagne | 6         | -         | 42    | 5     |
| 1995-1996             | BV Borussia 09 Dortmund  | Bundesliga            | 22          | 3           | 3                     | 1                     | -                              | 6                              | -                              | Allemagne | 13        | 5         | 44    | 9     |
| 1996-1997             | BV Borussia 09 Dortmund  | Bundesliga            | 21          | -           | 1                     | -                     | C1                             | 5                              | -                              | Allemagne | 4         | -         | 31    | 0     |
| 1997-1998             | BV Borussia 09 Dortmund  | Bundesliga            | 3           | -           | 1                     | -                     | -                              | 1                              | -                              | -         | -         | -         | 5     | 0     |
| Sous-total            | Sous-total               | Sous-total            | 120         | 21          | 8                     | 2                     | -                              | 27                             | 0                              | -         | 38        | 7         | 193   | 30    |
| Total sur la carrière | Total sur la carrière    | Total sur la carrière | 296         | 84          | 33                    | 18                    | -                              | 50                             | 3                              | -         | 74        | 14        | 453   | 119   |

### En équipes nationales
| Compétition          | RDA  | RDA         | Allemagne | Allemagne   | Total | Total       |
| Compétition          | Sél. | But inscrit | Sél.      | But inscrit | Sél.  | But inscrit |
| -------------------- | ---- | ----------- | --------- | ----------- | ----- | ----------- |
| Match amical         | 15   | 4           | 25        | 4           | 40    | 8           |
| Coupe du monde       | -    | -           | 4         | 0           | 4     | 0           |
| qualif. Mondial      | 7    | 2           | 3         | 0           | 10    | 2           |
| Championnat d'Europe | -    | -           | 10        | 2           | 10    | 2           |
| qualif. Euro         | 1    | 0           | 9         | 2           | 10    | 2           |
| Total                | 23   | 6           | 51        | 8           | 74    | 14          |

Matthias Sammer fait partie des joueurs ayant évolué pour deux équipes nationales différentes de football.
Il dispute 23 matchs avec l'Équipe d'Allemagne de l'Est de football pour six buts. Il connaît dix victoires, soit 56,5 % de succès, pour six matchs nuls et sept défaites. Outre sa première cape, Sammer dispute toutes ses rencontres avec la RDA entre 1988 et 1990. Il marque lors de deux matchs différents à une reprise, en début de saison 1989-90 lors des qualifications du Mondial 1990, et  inscrit un seul doublé, lors de son dernier match contre la Belgique en match amical (2-0).
Sammer évolue 51 fois pour l'équipe d'Allemagne réunifiée et marque huit buts. Comme avec la RDA, il marque une fois dans deux deux matchs consécutifs, en matchs amicaux en 1994, et inscrit un seul doublé, en octobre 1995 contre la Moldavie en éliminatoire de l'Euro 1996 (2-0).

## Palmarès

### Joueur

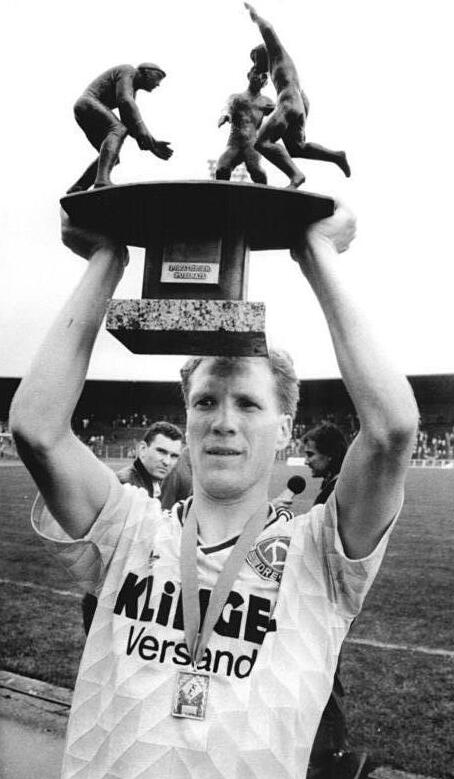
Sammer, vainqueur de la Coupe de RDA en 1990 avec le Dresde.

Matthias Sammer est champion d'Europe 1996 avec l'Allemagne réunifiée.
Double vainqueur du championnat de RDA avec le FC Dynamo Dresden, Sammer remporte également la Bundesliga trois fois avec le VfB Stuttgart et le Borussia Dortmund (1995 et 1996), avec qui il gagne de plus la Ligue des champions en 1997,.
| International | Continental                                                                                                  | National |
| --- | --- | --- |
| - Championnat d'Europe (1) - Vainqueur : 1996 (Allemagne) - Finaliste : 1992 (Allemagne) - Championnat d'Europe juniors (1) - Vainqueur : 1986 (RDA) - Coupe intercontinentale (1) - Vainqueur : 1997 (Dortmund) | - Ligue des champions (1) - Vainqueur : 1997 (Dortmund) - Supercoupe de l'UEFA - Finaliste : 1997 (Dortmund) | - Championnat de RDA (2) - Champion : 1989 et en 1990 (Dresde) - Championnat d'Allemagne (3) - Champion : 1992 (Stuttgart), en 1995 et en 1996 (Dortmund) - Coupe de RDA (2) - Vainqueur : 1985 et en 1990 (Dresde) - Supercoupe d'Allemagne (3) - Vainqueur : 1992, 1995 et en 1996 (Dortmund) - Coupe hivernale d'Allemagne (1) - Vainqueur : 1992 (Dortmund) |

### Distinctions individuelles

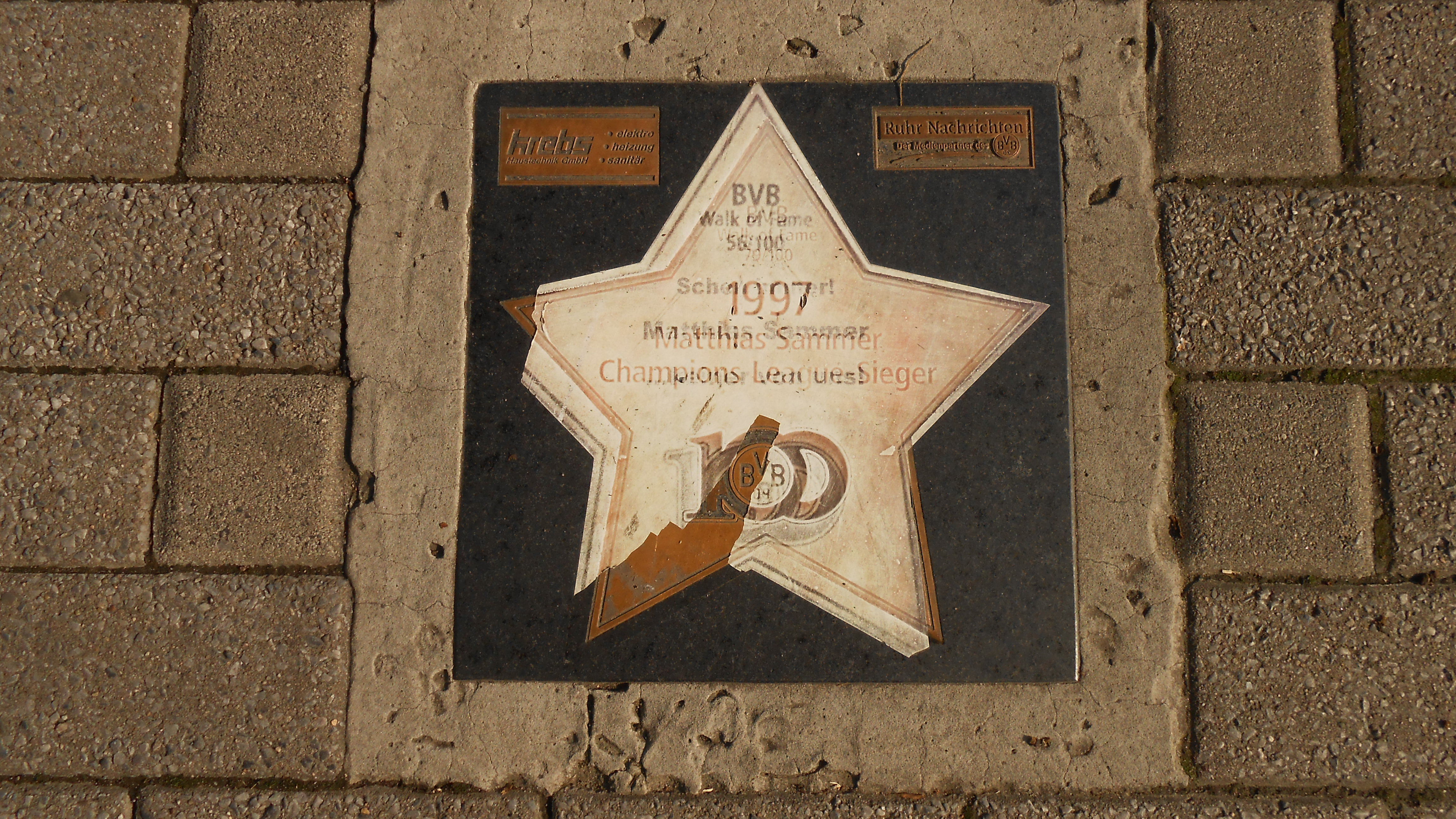
Étoile de Sammer au Walk of Fame du Borussia Dortmund, suite au titre européen de 1997.

En fin d'année 1996, Matthias Sammer se voit attribuer le Ballon d'or, devant Ronaldo et Alan Shearer. Seulement quatrième du World Soccer Award remporté par le Brésilien, Sammer reçoit la plus haute distinction d’un seul point devant Ronaldo (144 à 143), qui reçoit d’ailleurs davantage de premières places (16) que Sammer (13). Titré parmi les vainqueurs d'un Euro comme lors de cinq des six derniers années concernées, il est le premier défenseur à recevoir cet récompense depuis trente ans et son compatriote Franz Beckenbauer (1972 et 1976) et jusqu'à Fabio Cannavaro dix ans plus tard, en 2006. 
Sammer est auparavant élu meilleur joueur du Championnat d'Europe des Nations en 1996, le seul défenseur à avoir reçu cette distinction. 
- Élu Ballon d'Or en 1996
- Élu meilleur joueur du Championnat d'Europe des Nations en 1996
- Élu meilleur joueur allemand en 1995 et en 1996
- Élu Onze de Bronze en 1996

### Entraîneur
- Champion d'Allemagne en 2002 avec le Borussia Dortmund
- Finaliste de la Coupe de l'UEFA en 2002 avec le Borussia Dortmund

## Citations à propos de Sammer
- « Berti Vogts dit que sa star, c'est l'équipe mais l'équipe, c'est Sammer » (après l'Euro 1996), le Tagesspiegel.
- « Contre Sammer, vous n'avez aucune chance. Je n'ai jamais vu dans ma carrière un joueur jouer avec autant d'ambition » (en 1990), Dieter Hoeness manager de Stuttgart à l'époque.
- « Matthias joue comme il parle : tout droit, avec combativité et avec passion » (en 1995), le FAZ.
- « Matthias Sammer est tout simplement surnaturel », Jupp Heynckes ex-international allemand et entraineur.
- « Parce qu'il prend très au sérieux sa profession et n'est pas un showman mais blagueur et répète à l’excès avec acharnement. En plus de cela, Sammer est exigeant, répète et approfondit à l'excès. Il remplit ainsi les conditions nécessaires pour appartenir pour une durée limitée aux grands de sa nouvelle profession » (d’entraineur), le Frankfurter Allgemeine Zeitung